# Teneriffa katolska stift

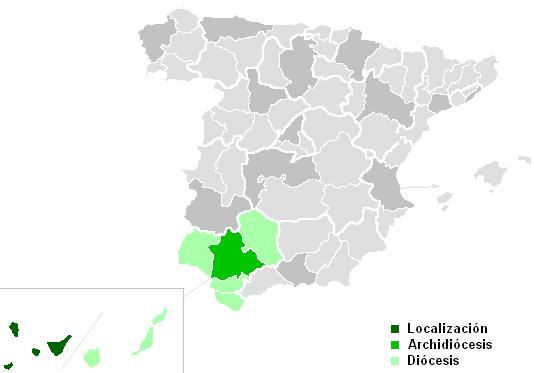
Stiftets läge i Spanien.

Logotyp.

Teneriffa katolska stift, vars officiella namn är San Cristóbal de La Laguna katolska stift (på spanska: Diócesis de Tenerife, Diócesis de San Cristóbal de La Laguna eller Diócesis Nivariense) är det romersk-katolska stiftet i provinsen Santa Cruz de Tenerife  (Kanarieöarna, Spanien). 
Biskop är sedan 2025 Eloy Alberto Santiago Santiago. Stiftets domkyrka, Katedralen i San Cristóbal de La Laguna (San Cristóbal de La Laguna, Teneriffa), är helgad åt Jungfrun av Los Remedios (Virgen de los Remedios). Den största vallfartshelgedomen är Basílica de Candelaria, som är helgad åt Jungfrun av Candelaria (Virgen de la Candelaria).

## Historia
Kristnandet av Kanarieöarna skedde i samband med erövringen av ögruppen. Guancher var ursprungsbefolkningen på Kanarieöarna; deras religion var polyteistisk. Kristnandet leddes initialt av normandiska missionsmunkar och sedan av franciskaner och dominikaner. 
Det förekommer kristna element i Kanarieöarnas västra delar. Exempel på detta är två Mariabilder, Jungfrun av Candelaria på Teneriffa (skyddshelgon för Kanarieöarna) och Jungfrun av Las Nieves (skyddshelgon för La Palma).
Kort efter erövringen av Teneriffa ett försök gjordes att skapa ett stift.

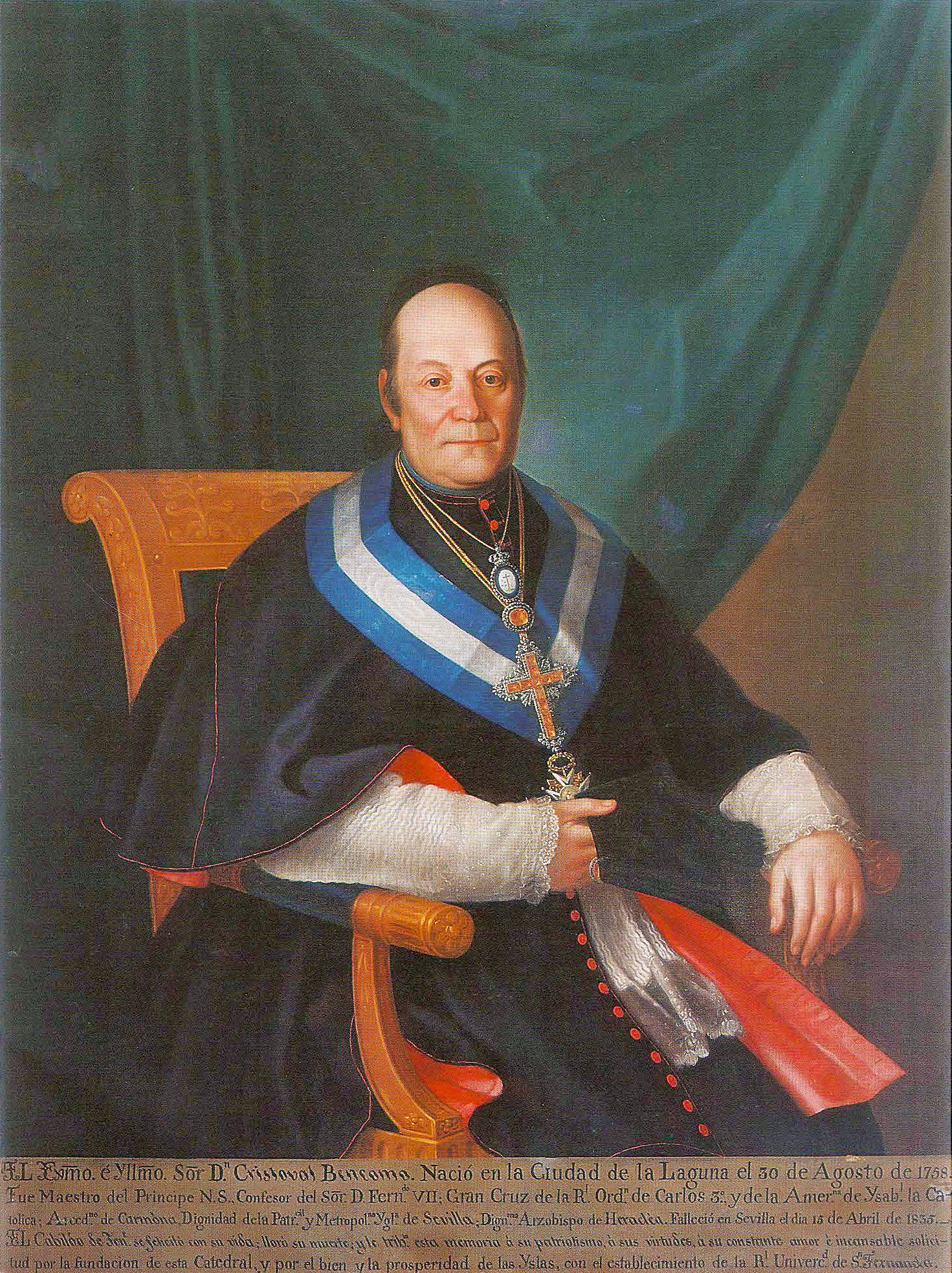
Cristóbal Bencomo y Rodríguez var biktfader åt kung Ferdinand VII av Spanien och ärkebiskop av Heraclea. Bencomo var den drivande kraften bakom skapandet av Teneriffa katolska stift.

Alonso Fernández de Lugo försökte att flytta stiftets högkvarter för Kanarieöarnas katolska stift från Las Palmas de Gran Canaria till San Cristóbal de La Laguna. En kort tid senare, efter erövringen av Kanarieöarna, blev Teneriffa den mest bebodda ön och La Laguna den viktigaste staden på Kanarieöarna. Fernández de Lugo, som hade fått titeln "Kanarieöarnas adelantado" av Spaniens kung.
Strax efter, försökte han att dela stiftets säte mellan Las Palmas och La Laguna men det föll inte i god jord.
Under 1500-, 1600- och 1700-talen blomstrade det kontemplativa och religiösa livet. Vid denna tid föddes Pedro de Betancur och Jose de Anchieta, Kanarieöarnas två inhemska helgon. Båda två anses vara bland de största missionärerna i Latinamerika. En annan framstående religiös personlighet som också föddes vid denna tidpunkt är nunnan María de León Bello y Delgado (La Siervita).
Den 1 februari 1819 skapades Teneriffas katolska stift genom att de västra delarna av Kanarieöarna bröts ut ur det tidigare enda stiftet för ögruppen, Kanarieöarnas katolska stift. En avgörande roll i detta skede spelade Cristóbal Bencomo y Rodríguez, som var biktfader åt kung Ferdinand VII av Spanien. och titulärärkebiskop av Heraclea.
År 1875 genomfördes ett misslyckat försök att åter slå ihop de två stiften. Efter detta misslyckades flera försök att tillsätta en ny biskop, och slutligen utnämndes Ildefonso Infante y Macías 1877.

## Skyddshelgon
Skyddshelgon för stiftet är Jungfrun av Los Remedios (Virgen de los Remedios). samt Ferdinand III av Kastilien och Elisabet av Portugal.

## Biskopar

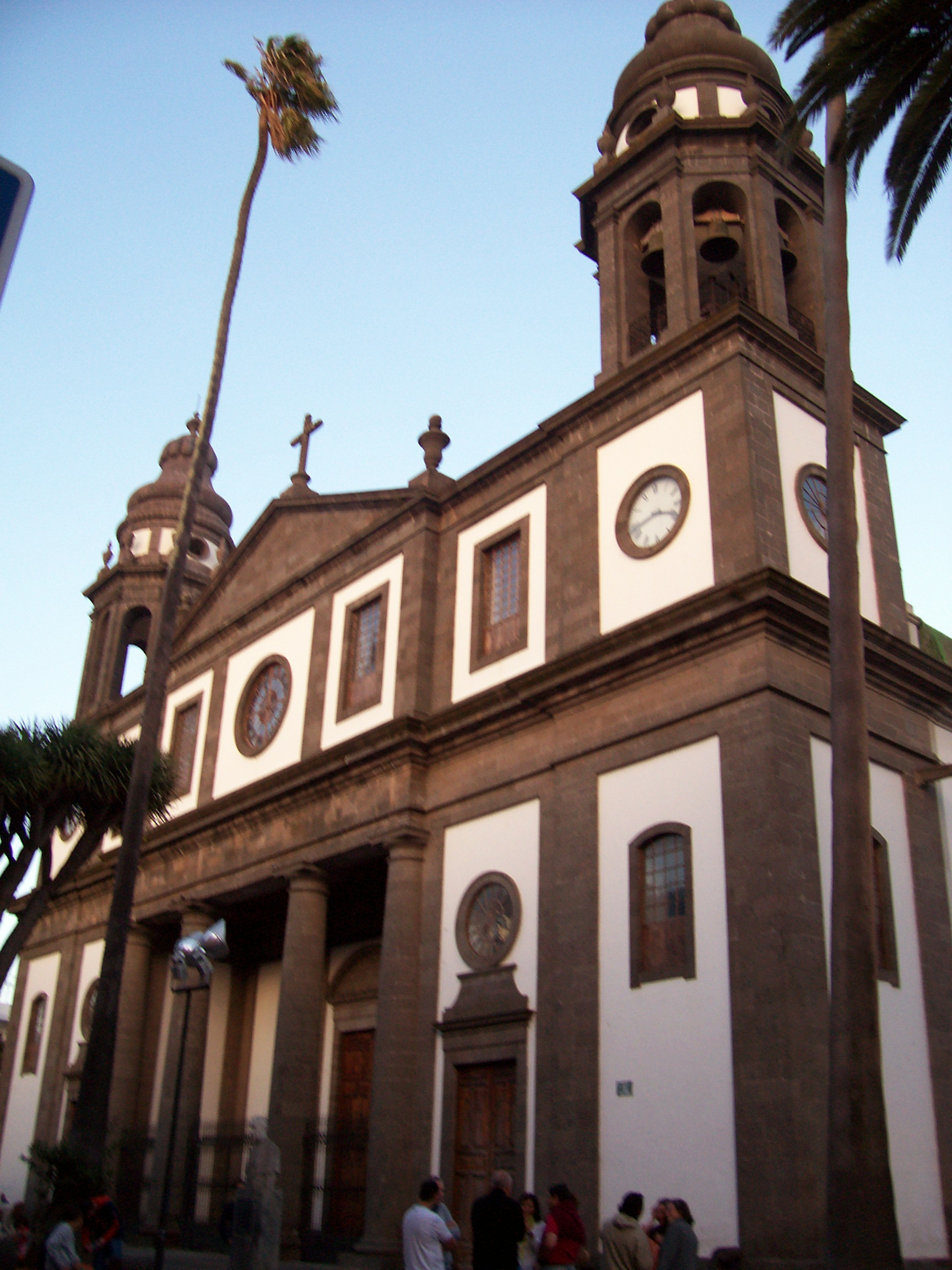
Katedralen i San Cristóbal de La Laguna.

- Luis Antonio Folgueras y Sión (1824–1848)
- Ildefonso Joaquín Infante y Macías, O.S.B. (1877–1882)
- Jacinto María Cervera y Cervera (1882–1885)
- Ramón Torrijos y Gómez (1887–1894)
- Nicolás Rey y Redondo (1894–1917)
- Gabriel Llompart y Jaume Santandreu (1918–1922)
- Albino González y Menéndez Reigada, O.P. (1924–1946)
- Domingo Pérez Cáceres (1947–1961)
- Luis Franco Cascón, C.SS.R. (1962–1983)
- Damián Iguacén Borau (1984–1991)
- Felipe Fernández García (1991–2005)
- Bernardo Álvarez Afonso (2005–2024)
- Eloy Alberto Santiago Santiago (2025-)

## Område
Santa Cruz de Tenerife provins:
- Teneriffa
- La Gomera
- La Palma
- El Hierro

## Stora tempel

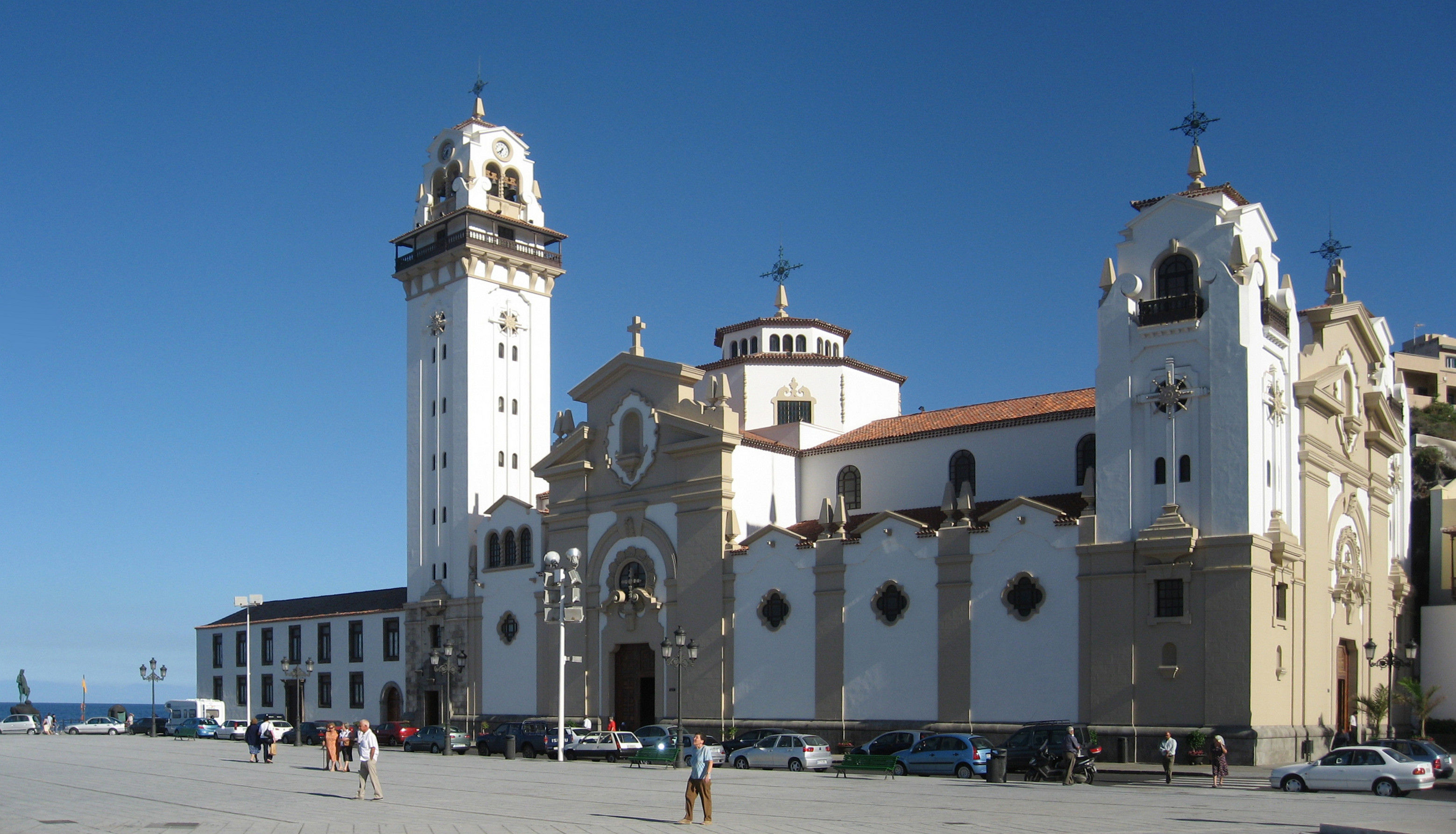
Basílica de Nuestra Señora de Candelaria

- Katedralen i San Cristóbal de La Laguna
- Basílica de Nuestra Señora de Candelaria
- Kyrkan Señora de la Concepción i San Cristóbal de La Laguna
- Kyrkan Señora de la Concepión (Santa Cruz de Tenerife)
- Real Santuario del Santísimo Cristo de La Laguna

## Heliga av stiftet
- Sankt Pedro de Betancur
- Sankt Jose de Anchieta
- María de León Bello y Delgado

## Läs mer
- Romersk-katolska kyrkan